# Buch bei Märwil
Buch bei Märwil (dal 1816 al 1953 Buch bei Affeltrangen; toponimo tedesco) è una frazione del comune svizzero di Affeltrangen, nel Canton Turgovia (distretto di Weinfelden).

## Storia

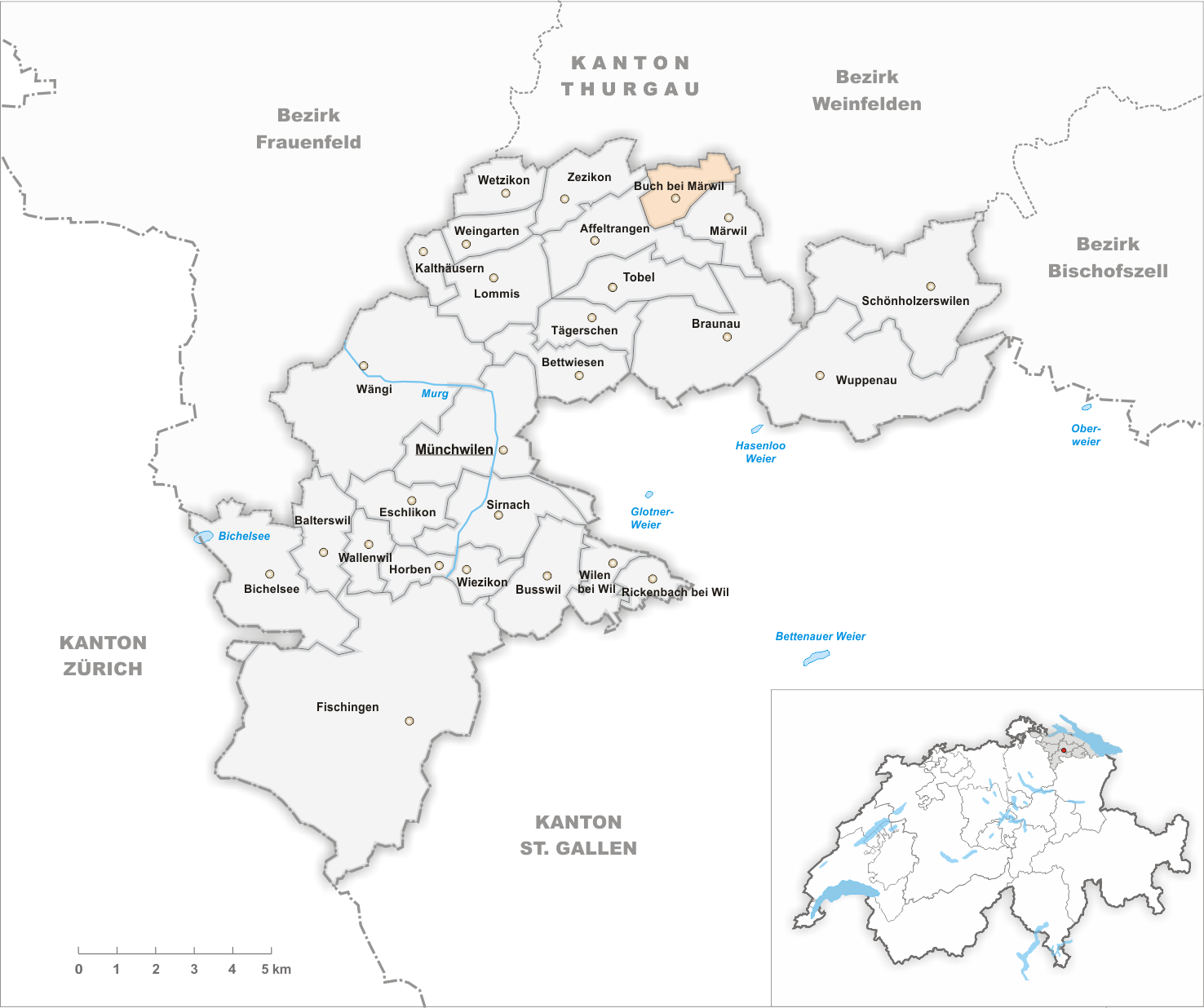
Il territorio del comune di Buch bei Märwil prima degli accorpamenti comunali del 1995

Già comune autonomo (Ortsgemeinde) istituito nel 1819 per scorproro dal comune di Märwil, che apparteneva al distretto di Münchwilen e che comprendeva anche le frazioni di Azenwilen e Bohl, nel 1995 è stato aggregato al comune di Affeltrangen assieme agli altri comuni soppressi di Märwil e Zezikon.

## Società

### Evoluzione demografica
L'evoluzione demografica è riportata nella seguente tabella:
Abitanti censiti

## Amministrazione
Ogni famiglia originaria del luogo fa parte del cosiddetto comune patriziale e ha la responsabilità della manutenzione di ogni bene ricadente all'interno dei confini della frazione.